# Rathaus Drosendorf-Zissersdorf

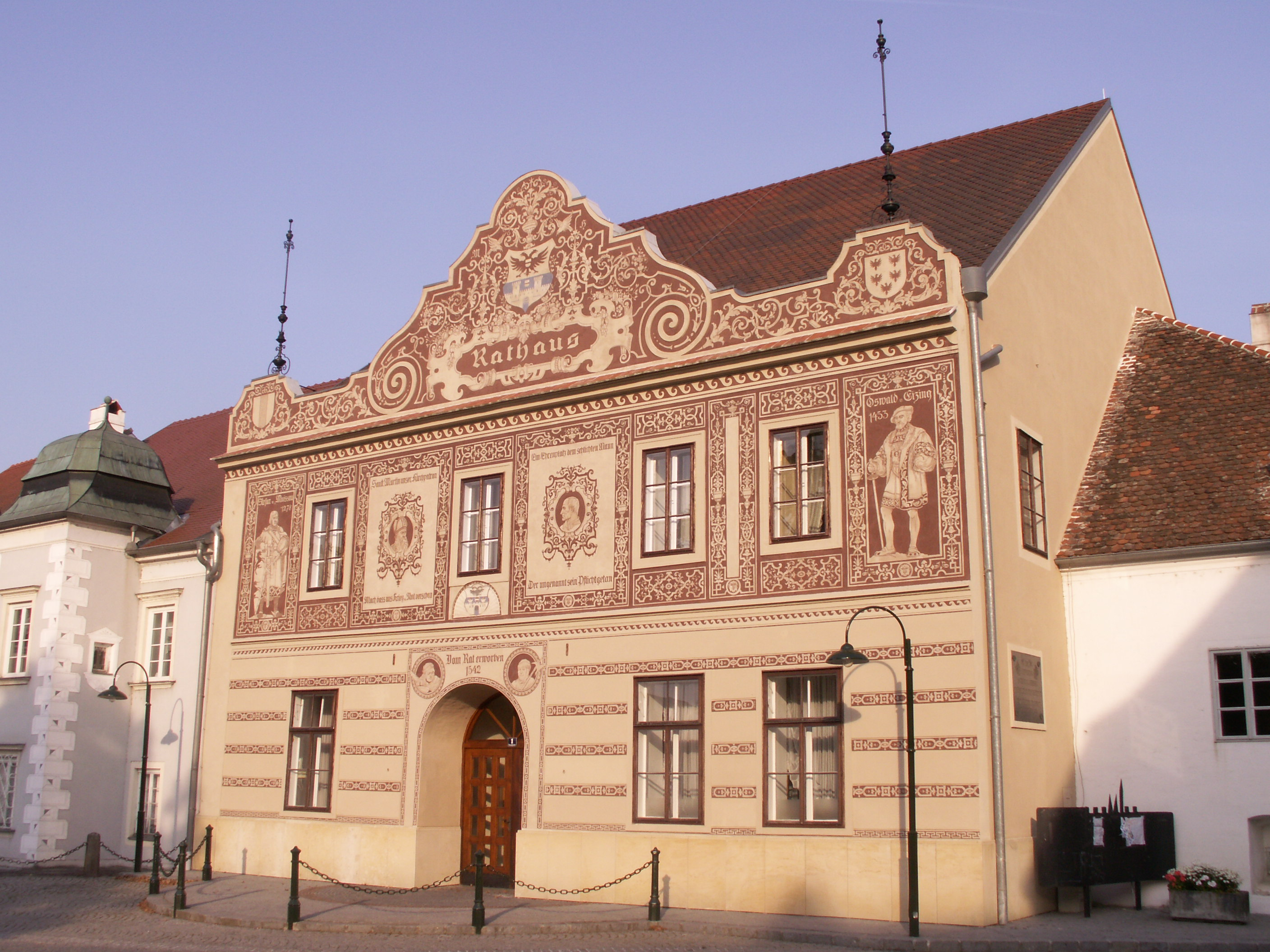
Rathaus von Drosendorf

Das Rathaus von Drosendorf ist ein Bauwerk auf dem Hauptplatz von Drosendorf in Niederösterreich. Das Gebäude steht unter Denkmalschutz (Listeneintrag).

## Geschichte und Beschreibung
Das heutige Rathaus von Drosendorf auf dem Hauptplatz wurde 1542 von der Stadt dem Besitzer der Hofmühle abgekauft. Um das Jahr 1560 erfolgte eine Umgestaltung. 1846 brannte der Turm mit der Ratsglocke ab.
In der Durchfahrt befindet sich ein für die zweite Hälfte des 16. Jahrhunderts typisches Gewölbe. In einer Nische befinden sich zwei Modelle der Schlösser von Frain an der Thaya und Vöttau in Tschechien.
Um 1910 präsentierte sich das Rathaus mit einem gebänderten Unter- und einem glatten Obergeschoß. Oberhalb des rundbogigen Portals zeigte eine halbrunde Lünette das polychromierte Wappen der Stadt Drosendorf mit dem österreichischen Reichsadler als Relief. 
1933 wurde die dem Hauptplatz zugewandte Fassade und von August Hoffmann, einem Kunstmaler, mit Sgraffitomalereien versehen (restauriert 1982). Dargestellt werden unter anderem:
- Stefan von Maissau, der Drosendorf 1278 gegen Ottokar II. Přemysl verteidigte,
- der heilige Martin als Schutzpatron der Stadtkirche,
- Oswald von Eyczing (1453),  der sich bei der Errichtung der Martinskirche große Verdienste erwarb und
- eine Ehrentafel für die Bürger, die ihrer Stadt ungenannt zu Diensten waren.[1]

Links und rechts über dem Eingangsportal sind der Stadtschreiber und der Nachtwächter abgebildet.